# 买买提江·艾买提
买买提江·艾买提（維吾爾語：مەمەتجان ئەمەت‎，拉丁维文：Memetjan Emet，1948年1月—），男，维吾尔族，新疆察布查尔人，中华人民共和国政治人物，曾任新疆维吾尔自治区政协副主席，第八届全国人大代表。